# The Black Album (álbum de The Damned)
The Black Album es el cuarto álbum de estudio de la banda británica The Damned, ya sin Algy Ward en el bajo, reemplazado por Paul Gray, exbajista de Eddie and the Hot Rods. Grabado en Rockfield Studios entre los meses de mayo y junio de 1980, y lanzado por el sello Chiswick Records en el mes de octubre del mismo año. Considerado como una pieza fundamental en la evolución musical del grupo, aparte de ser el primer álbum doble de la banda.

## Grabación y contenido
Después de demostrar varias mejorías en Machine Gun Etiquette, la banda decide realizar un proyecto mucho más ambicioso, para ello deciden componer canciones más trabajadas, además de reforzar los teclados (tocados por Sensible), y de extender las canciones creando cierta densidad, como en el caso de "Curtain Call", con una duración de casi 17 minutos.
La canción "Wait For The Blackout" fue coescrita con Billy Karloff, cantante del grupo The Goats, quién conpartió escenario con The Damned durante sus shows en el Roxy Club, mientras que "Dr. Jeckyll and Mr. Hyde", acredita al periodista y crítico musical Giovanni Dadomo por una deuda que la banda mantenía con él. Mientras que la canción "Second Time Around", es en realidad "Machine Gun Etiquette", canción del anterior álbum de estudio del grupo.
Si bien Dave Vanian, en una entrevista, admitió que el nombre del álbum no tiene que ver con The White Album de los Beatles, Rat Scabies comentó que en realidad si estuvieron ideando que fuese una especie de "lado oscuro" de dicho álbum.
La edición original en vinilo contenía también además del material de estudio, 6 canciones que fueron grabadas en vivo por la actual formación en el Shepperton de Inglaterra el 26 de julio de 1980, que luego en 1982 fue publicado como Live Shepperton 1980 con el show completo.
En 2012, The Damned tocó por completo The Black Album, junto con Damned Damned Damned conmemorando su 35º Aniversario, que luego fue publicado como disco doble.

## Canciones
- Todas las canciones fueron compuestas por Rat Scabies, Captain Sensible, Paul Gray, Dave Vanian, excepto las indicadas.

### Lado 1
1. "Wait For The Blackout" (Scabies, Sensible, Gray, Vanian, Billy Karloff) – 3:57
2. "Lively Arts" – 2:59
3. "Silly Kids Games" – 2:35
4. "Drinking About My Baby" – 3:04
5. "Twisted Nerve" – 4:39
6. "Hit Or Miss" – 2:37

### Lado 2
1. "Dr. Jeckyll and Mr. Hyde" (Scabies, Sensible, Gray, Vanian, Giovanni Dadomo) – 4:35
2. "Sick Of This And That" – 1:50
3. "The History Of The World (Part 1)" – 3:45
4. "13th Floor Vendetta" – 5:05
5. "Therapy" – 6:12

### Lado 3
1. "Curtain Call" – 17:13

### Lado 4
1. "Love Song" (Scabies, Sensible, Vanian, Algy Ward) – 2:10
2. "Second Time Around" (Scabies, Sensible, Vanian, Algy Ward) – 1:46
3. "Smash It Up (Parts 1 & 2)" (Scabies, Sensible, Vanian, Algy Ward) – 4:24
4. "New Rose" (Brian James) – 1:49
5. "I Just Can't Be Happy Today" (Scabies, Sensible, Vanian, Ward, Dadomo) – 3:55
6. "Plan 9 Channel 7" (Scabies, Sensible, Vanian, Algy Ward) – 5:12

## Personal
Músicos
- Dave Vanian - Voz.
- Captain Sensible - guitarra y Teclados, Voz líder en "Silly Kids Games".
- Paul Gray - Bajo.
- Rat Scabies - Batería, guitarra en "Drinking About My Baby".